# Tindine
Tindine  (in arabo تيندين‎?) è un centro abitato e comune rurale del Marocco situato nella provincia di Taroudant, regione di Souss-Massa. Conta una popolazione di 2 932 abitanti (censimento 2014).